# Kirschbaumwasen
Der Weiler Kirschbaumwasen ist ein Ortsteil der Gemeinde Forbach im Landkreis Rastatt, Baden-Württemberg, und hat etwa 60 Einwohner. Er liegt in der Talaue und auf einem Schwemmkegel des Flusses Murg im Nordschwarzwald, ungefähr sechs Kilometer südlich von Forbach.
Der Name Kirschbaumwasen ist nicht von Kirschbäumen hergeleitet, sondern stammt von „Kirchenbannwasen“. Das Gebiet gehörte dem kirchlichen Forbacher Heiligenfonds, dessen Heiligenwald dort lag. Als in der zweiten Hälfte des 18. Jahrhunderts der Wald großflächig abgeholzt wurde, um die Bäume nach Holland zu liefern, gründete die vom Baden-Badischen Landesherrn mit dem Holzverkauf beauftragte Fauler’sche Murgkompagnie hier eine Forstkolonie.
Südlich des Weilers wird die Murg durch ein 54 m langes Schützenwehr zu dem etwa 800 m langen Sammelbecken Kirschbaumwasen aufgestaut, von dem aus ein Stollen einen Teil des Murgwassers zur Energieerzeugung ins Forbacher Kraftwerk leitet. Die denkmalgeschützte Anlage entstand von 1914 bis 1918. Südlich schließt sich die Grenze vom Landkreis Rastatt zum Landkreis Freudenstadt an, die ehemalige badisch-württembergische Landesgrenze.
Durch den Ort führen die Bundesstraße 462 (westlich der Murg) und die Murgtalbahn (östlich der Murg), die hier seit der Elektrifizierung und der Umstellung auf Stadtbahnbetrieb im Jahr 2003 einen Bedarfshaltepunkt hat. Es ist der letzte Halt der Strecke, der sich noch im Tarifbereich des Karlsruher Verkehrsverbunds befindet. Aufgrund des außergewöhnlich kurzen Bahnsteigs können nur die ersten beiden Türen des vorderen Wagens geöffnet werden.